# 6148 Ignazgünther
6148 Ignazgünther là một tiểu hành tinh vành đai chính với chu kỳ quỹ đạo là 1254.3208304 ngày (3.43 năm).
Nó được phát hiện ngày 16 tháng 10 năm 1977.